# Cedillo
Cedillo è un comune spagnolo di 518 abitanti nella comunità autonoma dell'Estremadura.